# Stevens Rock
Stevens Rock är en kulle i Antarktis. Den ligger i Östantarktis. Australien gör anspråk på området.
Terrängen runt Stevens Rock är kuperad åt sydväst, men åt sydost är den platt. Havet är nära Stevens Rock åt nordost. Trakten är obefolkad. 